# Marcilly-sur-Maulne
Marcilly-sur-Maulne är en kommun i departementet Indre-et-Loire i regionen Centre-Val de Loire i de centrala delarna av Frankrike. Kommunen ligger i kantonen Château-la-Vallière som tillhör arrondissementet Tours. År 2022 hade Marcilly-sur-Maulne 216 invånare.

## Befolkningsutveckling
Antalet invånare i kommunen Marcilly-sur-Maulne
Referens:INSEE